# Ontherus bridgesi
Ontherus bridgesi là một loài bọ cánh cứng trong họ Bọ hung (Scarabaeidae).